# 彎龍足跡
彎龍足跡（學名：Camptosaurichnus）是恐龍的遺蹟分類單元，可能是鳥腳亞目恐龍的腳印，主要分布於白堊紀早期的智利。